# Europawahl in Dänemark 2019
- Einheitsliste (Ø): 1
- Sozialistische Volkspartei (F): 2
- Sozialdemokraten (A): 3
- Sozialliberale (B): 2
- Liberale Partei (V): 3
- Konservative (C): 1
- Dänische Volkspartei (O): 1

Die Europawahl in Dänemark 2019 fand am 26. Mai 2019 statt. Sie war Teil der EU-weit stattfindenden Europawahl 2019.
In Dänemark wurden zunächst 13 Mandate im Europäischen Parlament vergeben, gewählt wurden aber 14 Mandate. 1 Mandatsträger aus Dänemark wird nach dem erfolgten EU-Austritt des Vereinigten Königreichs, der spätestens am 31. Oktober 2019 erfolgen soll, ins Europaparlament einziehen.

## Wahlrecht
Die Wahl erfolgt nach dem Verhältniswahlrecht mit Vorzugsstimmen nach dem D’Hondt-Verfahren, wobei das ganze Land ein einheitlicher Wahlkreis ist. Es gab keine explizite Sperrklausel.

## Ausgangslage und Parteien

### Scheidendes Parlament
| Fraktion                       | Fraktion                                                     | Mandate | Partei  | Partei                      | Mandate |
| ------------------------------ | ------------------------------------------------------------ | ------- | ------- | --------------------------- | ------- |
|                                | Fraktion der Progressiven Allianz der Sozialdemokraten       | 3 / 13  |         | Socialdemokraterne          | 3 / 13  |
|                                | Fraktion der Allianz der Liberalen und Demokraten für Europa | 3 / 13  |         | Radikale Venstre            | 2 / 13  |
|                                | Fraktion der Allianz der Liberalen und Demokraten für Europa | 3 / 13  | Venstre | 1 / 13                      |         |
|                                | Europäische Konservative und Reformer                        | 3 / 13  |         | Dansk Folkeparti            | 3 / 13  |
|                                | Fraktion der Europäischen Volkspartei                        | 1 / 13  |         | Det Konservative Folkeparti | 1 / 13  |
|                                | Die Linke im Europäischen Parlament – GUE/NGL                | 1 / 13  |         | Folkebevægelsen mod EU      | 1 / 13  |
|                                | Die Grünen/Europäische Freie Allianz                         | 1 / 13  |         | Socialistisk Folkeparti     | 1 / 13  |
|                                | Fraktionslose                                                | 1 / 13  |         | Unabhängige                 | 1 / 13  |
|                                |                                                              |         |         |                             |         |
| Quelle: Europäisches Parlament |                                                              |         |         |                             |         |

Unabhängige: Rikke Karlsson. Sie war 2015 aus der DF ausgetreten.

### Listen und Parteien
| N. | Liste | Liste                             | Europapartei | Erstplatzierter in der Liste |
| -- | ----- | --------------------------------- | ------------ | ---------------------------- |
| A  |       | Socialdemokraterne (S)            | SPE          | Jeppe Kofod                  |
| B  |       | Radikale Venstre (RV)             | ALDE         | Morten Helveg Petersen       |
| C  |       | Det Konservative Folkeparti (KF)  | EVP          | Pernille Weiss               |
| F  |       | Socialistisk Folkeparti (SF)      | EGP          | Margrete Auken               |
| I  |       | Liberal Alliance (LA)             | –            | Mette Bock                   |
| N  |       | Folkebevægelsen mod EU            | –            | Rina Ronja Kari              |
| O  |       | Dansk Folkeparti (DF)             | –            | Peter Kofod                  |
| V  |       | Venstre (V)                       | ALDE         | Morten Løkkegaard            |
| Å  |       | Alternativet                      | DiEM25       | Rasmus Nordqvist             |
| Ø  |       | Enhedslisten – de rød-grønne (EL) | –            | Nikolaj Villumsen            |

Enhedslisten tritt erstmals zur Europawahl an; bislang hatte sie zu Gunsten der EU-kritischen Folkebevægelsen mod EU auf die Teilnahme verzichtet.
Bei der Europawahl 2014 wurde die Dänische Volkspartei DF erstmals stärkste Partei. Die DF schloss sich nach der Wahl der Fraktion Europäische Konservative und Reformer an.

## Ergebnis
| Listen                     | Listen                       | Stimmen   | %    | +/-   | Mandate | +/-     |
| -------------------------- | ---------------------------- | --------- | ---- | ----- | ------- | ------- |
|                            | Venstre                      | 648.203   | 23,5 | +6,8  | 3 (4)   | +1 (+2) |
|                            | Socialdemokraterne           | 592.645   | 21,5 | +2,4  | 3       | ±0      |
|                            | Socialistisk Folkeparti      | 364.895   | 13,2 | +2,3  | 2       | +1      |
|                            | Dansk Folkeparti             | 296.978   | 10,8 | −15,8 | 1       | −3      |
|                            | Radikale Venstre             | 277.929   | 10,1 | +3,5  | 2       | +1      |
|                            | Det Konservative Folkeparti  | 170.544   | 6,2  | −3,0  | 1       | ±0      |
|                            | Enhedslisten – de rød-grønne | 151.903   | 5,5  | Neu   | 1       | Neu     |
|                            | Folkebevægelsen mod EU       | 102.101   | 3,7  | −4,4  | –       | −1      |
|                            | Alternativet                 | 92.964    | 3,4  | Neu   | –       | Neu     |
|                            | Liberal Alliance             | 60.693    | 2,2  | −0,7  | –       | ±0      |
| Gesamt                     | Gesamt                       | 2.758.855 | 100  |       | 13 (14) | − (+1)  |
|                            |                              |           |      |       |         |         |
| Ungültige Stimmen          | Ungültige Stimmen            | 41.174    | 1,5  | −0,9  |         |         |
| Wähler                     | Wähler                       | 2.800.029 | 66,1 | +9,8  |         |         |
| Wahlberechtigte            | Wahlberechtigte              | 4.237.550 |      |       |         |         |
|                            |                              |           |      |       |         |         |
| Quelle: Danmarks Statistik |                              |           |      |       |         |         |

Sitze in Klammern werden erst nach dem EU-Austritt des Vereinigten Königreichs vergeben.

### Wahlbündnisse
| Listen | Listen                                                   | Stimmen | %    | Mandate |
| ------ | -------------------------------------------------------- | ------- | ---- | ------- |
|        | Socialdemokraterne – Socialistisk Folkeparti             | 957.540 | 34,7 | 5       |
|        | Det Konservative Folkeparti – Liberal Alliance – Venstre | 879.440 | 31,9 | 4 (5)   |
|        | Radikale Venstre – Alternativet                          | 370.893 | 13,4 | 2       |
|        | Folkebevægelsen mod EU – Enhedslisten – de rød-grønne    | 254.004 | 9,2  | 1       |

## Fraktionen im Europäischen Parlament

### Nach Parteien
| Partei                         | Partei                       | Mandate | Fraktion |
| ------------------------------ | ---------------------------- | ------- | -------- |
|                                | Venstre                      | 3 / 13  | RE       |
|                                | Socialdemokraterne           | 3 / 13  | S&D      |
|                                | Socialistisk Folkeparti      | 2 / 13  | G/EFA    |
|                                | Dansk Folkeparti             | 1 / 13  | ID       |
|                                | Radikale Venstre             | 2 / 13  | RE       |
|                                | Det Konservative Folkeparti  | 1 / 13  | EVP      |
|                                | Enhedslisten – de rød-grønne | 1 / 13  | GUE/NGL  |
|                                |                              |         |          |
| Quelle: Europäisches Parlament |                              |         |          |

### Nach Fraktionen
| Partei | Partei                                                 | Sitze   | Sitze   | Sitze             |
| Partei | Partei                                                 | Anzahl  | +/−     | %                 |
| ------ | ------------------------------------------------------ | ------- | ------- | ----------------- |
|        | Renew Europe (RE)                                      | 5 (+1)  | +2 (+3) | 38,46 % (42,86 %) |
|        | Sozialdemokratische Partei Europas (S&D)               | 3       | ±0      | 23,08 % (21,43 %) |
|        | Die Grünen/Europäische Freie Allianz (Grüne/EFA)       | 2       | +1      | 15,39 % (14,29 %) |
|        | Europäische Volkspartei (EVP)                          | 1       | ±0      | 7,69 %0(7,14 %)   |
|        | Vereinte Europäische Linke/Nordische Grünen (GUE/NGL)  | 1       | ±0      | 7,69 %0(7,14 %)   |
|        | Identität und Demokratie (ID)                          | 1       | Neu     | 7,69 %0(7,14 %)   |
|        | Allianz der Konservativen und Reformer in Europa (EKR) | 0       | −4      | —                 |
| Gesamt | Gesamt                                                 | 13 (+1) | – (+1)  | 100,0             |